# Venterol (Drôme)
Venterol é uma comuna francesa na região administrativa de Auvérnia-Ródano-Alpes, no departamento de Drôme. Estende-se por uma área de 31,69 km². Em 2010 a comuna tinha 716 habitantes (densidade: 22,6 hab./km²).